# 安德烈·帕纳迪奇
安德烈·帕纳迪奇（Andrej Panadić，1969年3月9日—）是一名克罗地亚足球教練和已退役后卫。他曾在克罗地亚、德国、奥地利和日本等國的聯賽效力。

## 生平
他曾效力于萨格勒布迪纳摩足球俱乐部(1988–1994)、开姆尼茨足球俱乐部(1994–1996)、烏丁根足球俱樂部 (1996)、汉堡体育俱乐部 (1997–2002)、格拉茲風暴體育俱樂部(2001–2002) 和名古屋鯨魚 (2002–2004) 。
1993 年，他所在的萨格勒布迪纳摩赢得了克罗地亚聯賽冠军。
他曾入選南斯拉夫国家足球队，并代表南斯拉夫隊参加了1990年國際足協世界盃。